# Grande Prêmio de Alanya feminino
O Grande Prêmio de Alanya feminino (oficialmente: Grand Prix Alanya - WE) é uma carreira profissional feminina de ciclismo em estrada de um dia que se disputa anualmente ao redor de Alanya na província de Antalya na Turquia. É a versão feminina da carreira do mesmo nome.
A primeira edição correu-se no ano 2019 como parte do Calendário UCI Feminino baixo a categoria 1.2.

## Palmarés
| Ano  | Vencedor           | Segundo       | Terceiro           |
| ---- | ------------------ | ------------- | ------------------ |
| 2019 | Tatsiana Sharakova | Olga Shekel   | Maria Novolodskaya |
| 2020 | Diana Klimova      | Hanna Tserakh | Anna Nahirna       |

## Palmarés por países
| País         | Vitórias |
| ------------ | -------- |
| Bielorrússia | 1        |